# 342
342 (CCCXLII, na numeração romana)  foi um ano comum do século IV do Calendário Juliano, da Era de Cristo, e s sua letra dominical foi C (52 semanas), teve início a uma sexta-feira e terminou também a uma sexta-feira.
| Ano completo                       |
| ---------------------------------- |
| Ano comum com início à sexta-feira |